# Alice March
Alice March (San Diego, California; 13 de febrero de 1994) es una actriz pornográfica estadounidense.

## Biografía
March nació en San Diego, al sur del estado de California. Entró en la industria pornográfica en 2012, con 18 años recién cumplidos. Como actriz, ha trabajado para estudios como ATK, Porn Pros, Evil Angel, Reality Kings, Kick Ass, Lethal Hardcore, Girlfriends Films o Brazzers, entre otros.
Ha grabado más de 220 películas como actriz.
Algunos trabajos de su filmografía son Anal Brats 3, ATK Petites 11, Fantasy Solos 7, Foot Fetish Daily 13, Footjob Addict Girls Kissing Girls 18, Look Dad, I'm In Porn 2, Manhandled Teens, She's So Small 8 o Trophy Daughter.

## Premios y nominaciones
| Año  | Ceremonia         | Resultado | Premio              | Trabajo |
| ---- | ----------------- | --------- | ------------------- | ------- |
| 2017 | Spank Bank Awards | Nominada  | Best Booty          | —       |
| 2017 | Spank Bank Awards | Nominada  | Bionic Butthole     | —       |
| 2017 | Spank Bank Awards | Nominada  | Fun Sized Fuck Toy  | —       |
| 2017 | Spank Bank Awards | Nominada  | Most Luscious Labia | —       |